# Francisc Tobă
Francisc Tobă (n. 23 iunie 1953, Deta, Timiș, Republica Populară Română – d. 15 august 2023) a fost un politician român ales deputat în legislatura 2020-2024 pe listele AUR. Acesta a mai ocupat o dată funcția de deputat în legislatura 1992-1996, fiind ales în județul Sibiu pe listele FDSN/PDSR. Francisc Tobă a fost consilier al lui Adrian Năstase. În 2019 făcea parte din conducerea Partidului Neamul Românesc al fostului parlamentar PSD Ninel Peia.
Alianța pentru Unirea Românilor a încercat invalidarea mandatului de deputat, însă Francisc Tobă a depus jurămăntul de credință pe 17 februarie 2021, începându-și astfel cel de-al doilea mandat.
A fost exclus din AUR. Din 2022 și până la decesul său, a reprezentant partidul Alianța Pentru Patrie în parlamentul României.

## Controverse
Pe 2 august 1998 Parchetul de pe lângă Curtea Supremă l-a trimis în judecată pe Francisc Tobă pentru tentativă la omor deosebit de grav și complicitate la tratamente neomenoase, fapte din timpul Revoluței din decembrie 1989. Dosarul a fost ulterior restituit de către instanță parchetului.
Pe 1 martie 2010 Patchetul General a închis dosarul lui Francisc Tobă pe motiv că faptele s-au prescris.